# Oscar Gómez Palmés
Oscar Gómez Palmés (Buenos Aires (Argentina), 8 de abril de 1896 - Vigo (provincia de Pontevedra, España, 1962) fue un abogado, político y diplomático argentino que se desempeñó como diputado nacional por la provincia de Córdoba (1928-1930) y como gobernador de facto del Territorio Nacional de La Pampa entre 1931 y 1932.

## Biografía
Nació en la provincia de Córdoba, hijo del industrial y estanciero Casimiro Gómez Cobas. Tuvo un hermano mellizo, Enrique, quien fue funcionario del gobierno de Ramón S. Castillo.
Fue dirigente del Partido Demócrata de Córdoba y entre 1926 y 1928 integró la Cámara de Senadores provincial por el departamento General Roca.
En las elecciones legislativas de 1928, fue elegido diputado nacional por Córdoba. Su mandato, que se extendía hasta 1932, fue interrumpido por el golpe de Estado de 1930. Integró el bloque del Partido Demócrata.
Entre enero de 1931 y febrero de 1932 fue gobernador del Territorio Nacional de La Pampa, designado por el presidente de facto José Félix Uriburu. Sus secretarios fueron Ambrosio Maciel y Carlos Suárez Pinto. Durante su gestión, cambió el nombre de la localidad de Pueblo Hipólito Yrigoyen a Doblas (por la estación de ferrocarril homónima) alegando que se había establecido “caprichosamente”.
Tiempo después desarrolló una carrera diplomática. Desde 1935, fue cónsul argentino en Vigo (España) y en 1945 fue trasladado a la embajada argentina en México.
Falleció en Vigo en 1962.